# Kornig sandsvartbagge
Kornig sandsvartbagge (Opatrum sabulosum) är en skalbaggsart som först beskrevs av Carl von Linné 1761.  Kornig sandsvartbagge ingår i släktet Opatrum, och familjen svartbaggar. Enligt den finländska rödlistan är arten starkt hotad i Finland. Arten är reproducerande i Sverige. Artens livsmiljö är torra gräsmarker.

## Bildgalleri

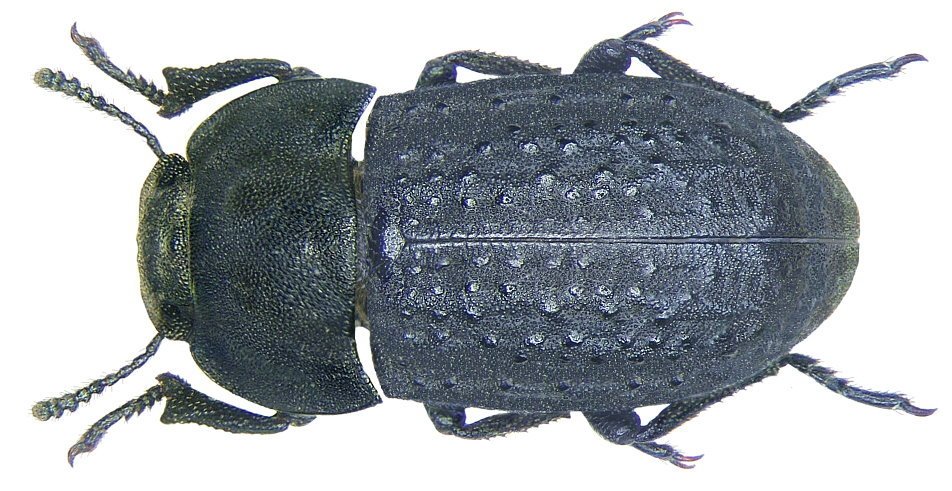
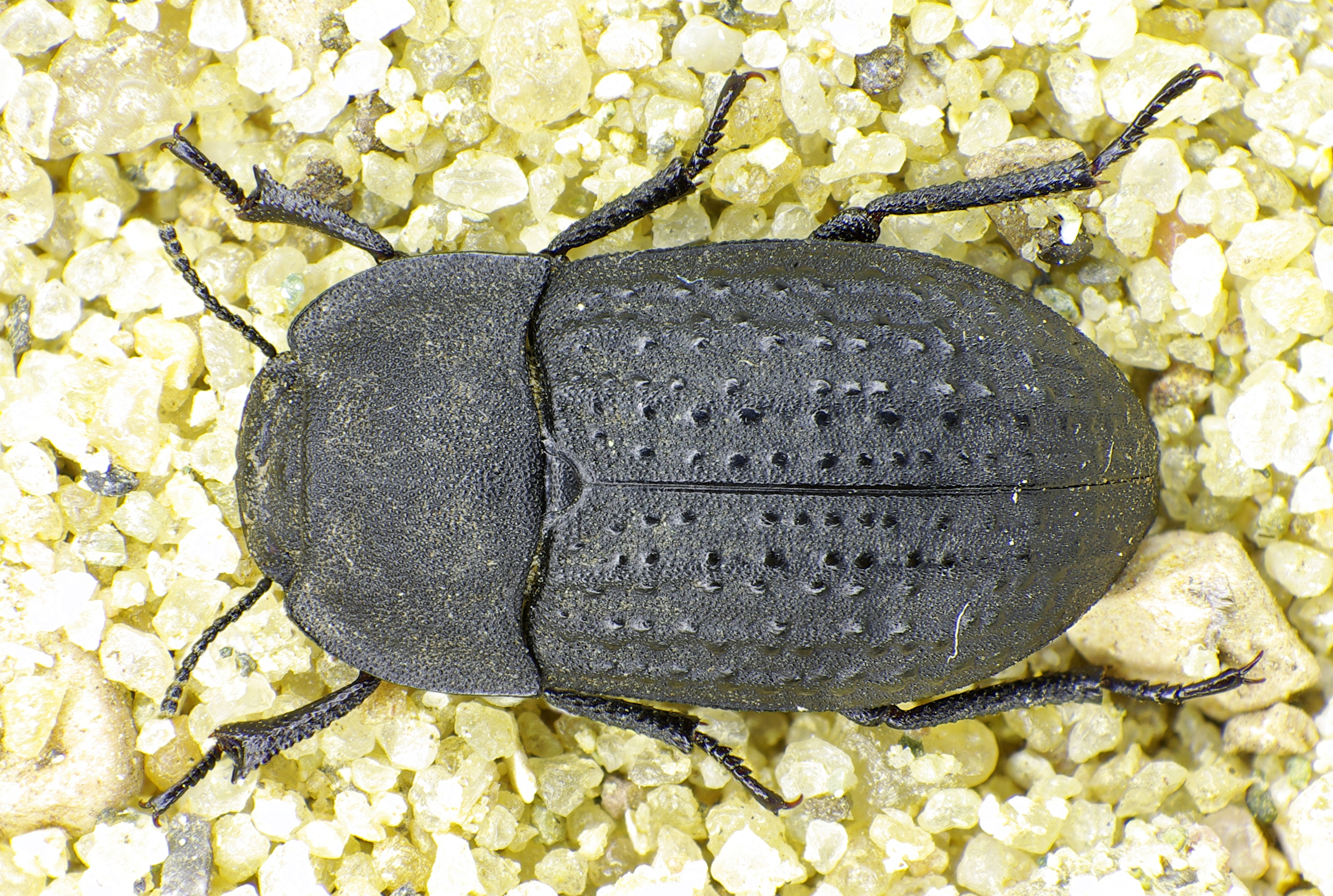
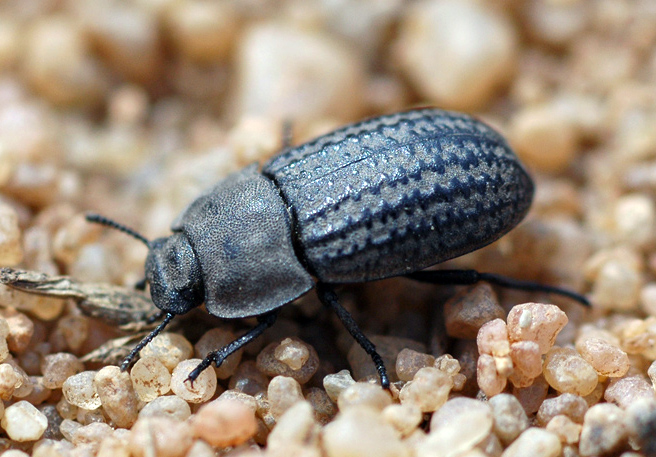
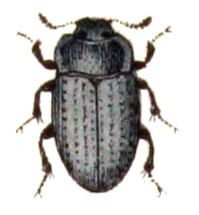
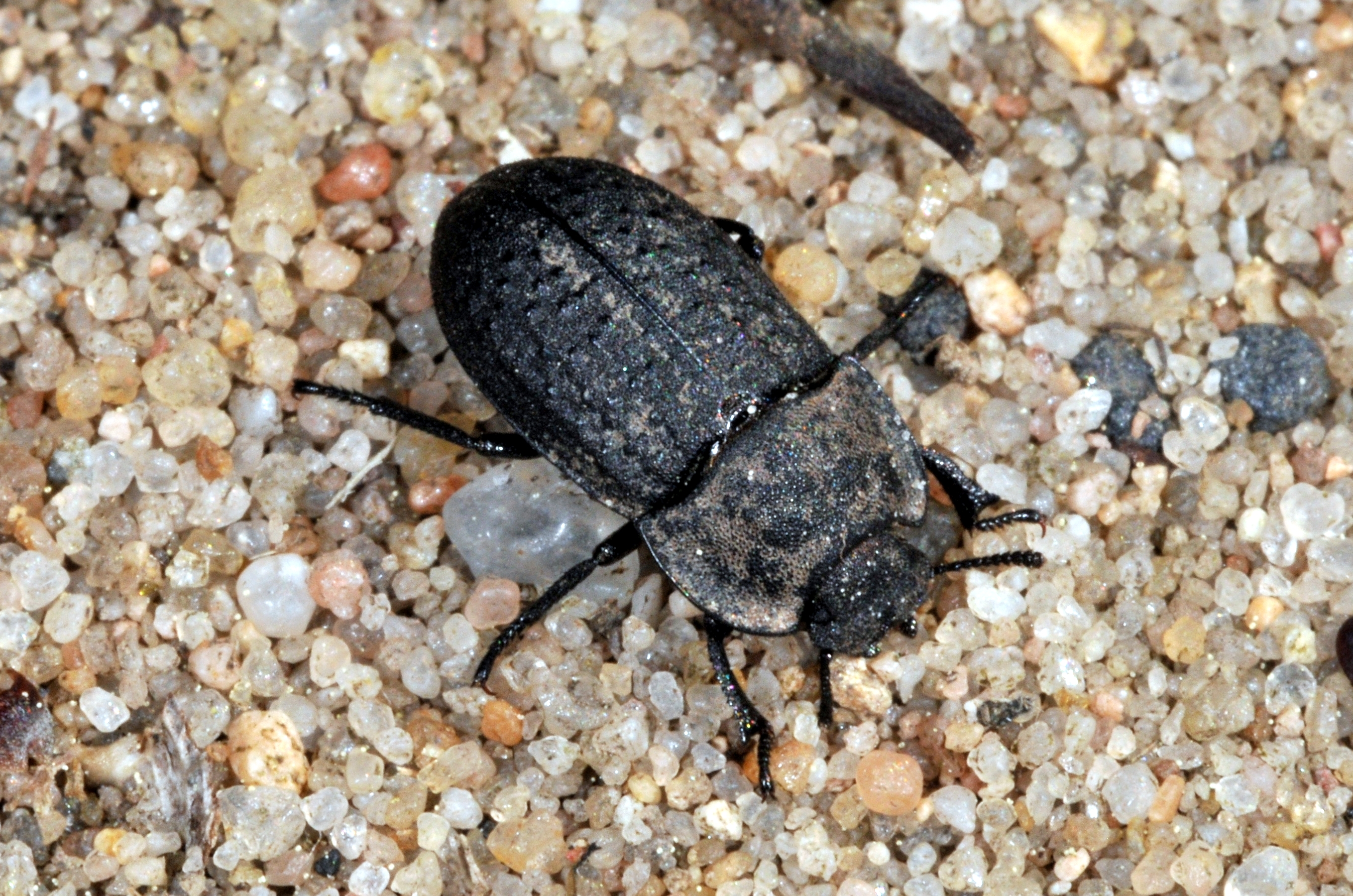